# Пенда (король Мерсії)
Пенда (давн-англ. Penda; ? — 15 листопада 655) — король Мерсії (626—655), король Вессексу (645—648). Сповідував язичництво в той час, коли Християнство поширилось у багатьох сусідніх англосаксонських королівствах. У 628 році, після перемоги в битві при Сіренчестері, він захопив владу в долині річки Северн. Пенда також брав участь у битві при Хетфілд Чейз (633), де завдав поразки могутньому королю Нортумбрії Едвіну Святому.
Через дев'ять років Пенда здобув перемогу у битві при Месерфілді, вбивши спадкоємця Едвіна в Нортумбрії, короля Освальда. З цього моменту Пенда фактично став наймогутнішим серед англосаксонських правителів свого часу, заклавши підвалини першості Мерсії серед інших королівств, які входили до складу Гептархії. Він неодноразово перемагав східних англів і змусив переховуватись короля Кенвала, утримуючи в своїх руках протягом трьох років престол у Вессексі. Пенда також продовжував війну проти Берніції, ще одного королівства, утвореного англами в східній частині сучасної Англії та Шотландії. Через тринадцять років після Месерфілда, Пенда зазнав важкої поразки від Освіу, наступника Освальда в Нортумбрії та загинув у битві при Вінведі в ході фінальної кампанії супроти Берніції.

## Етимологія імені
Походження імені «Пенда» точно не з'ясоване. Дане ім'я не зустрічається жодного разу в генеалогії монархічних родів англосаксів. Водночас в історичних джерелах декілька разів згадуються простолюдини з таким ім'ям. В науковій літературі висловлюються припущення, що ім'я «Пенда» має кельтське або ж германське коріння. Зокрема, серед імен членів Нортумбрійського духовного братства, що були записані у ІХ столітті в «Книзі єпископату Дарема» (лат. Liber vitae Dunelmensis), трапляється ім'я Пенда, яке віднесене монахами до числа британських, а точніше валлійських імен. Джон Т. Кох зазначає, що Пенда та ряд інших королівських імен періоду ранньої Мерсії скоріш за все є бритськими іменами, аніж германськими, хоча вони і не відповідають відомій нам валлійській антропонімії. До такого класу королівських антропонімів, наприклад, відносяться імена «Пібба» (батько Пенди) та «Педа» (його син). Дехто схильний вважати, що тісний союз між Пендою і різними британськими правителями був зумовлений в першу чергу певною «національною» чи етнічною спорідненістю. Інші науковці припускають, що ім'я «Пенда» походить від невідомого староанглійського слова «панда» або ж «пант(д)», яке означає «обіцянка» чи «обітниця» (англ. pledge). Континентальний германський відповідник даного слова — іменник жіночого роду «пента» (IX століття), а також топонім «Пенті-лінген», який ймовірно виник на основі власної назви «Пенді».

## Походження, початок правління та битва із західними саксами
Пенда був сином Пібби та нащадком Ікела, ймовірного засновника королівства Мерсія. Англосаксонський часопис виводить походження Пенди через Ікела аж до самого Водана (Вотана) — божества германських народів та англосаксів.
«Історія бритів» валлійського монаха Неннія зазначає, що Пібба мав дванадцять синів, але тільки Пенда та Еова залишили помітний слід в історії. (Хоча ці дванадцять синів, скоріш за все, є лише свідченням того, що багато мерсійців намагались вести свій родовід саме від Пібби). Окрім Еови, історики згадують також й іншого брата Пенди на ім'я Кенвал. Хоча Кенвал також міг бути свояком Пенди (братом його дружини), який був королем у Вессексі.
Відомості про час та обставини, за яких Пенда став королем, є досить неточними. Як сповіщає «зачинатель англійської історії» Беда Преподобний, попередник Пенди Кіорл перебував на престолі Мерсії на початку VII століття в роки правління короля Нортумбрії Етельфріта. Нез'ясовано також і те, чи Пенда одразу сів на трон після Кіорла, чи були вони у родинних зв'язках між собою, і якщо так, то якою мірою. Історик ХІІ століття Генріх Гантінгдонський стверджував про спорідненість між Кіорлом та Піббою. Існує припущення, що Кіорл та Пенда могли бути династичними ворогами. Той факт, що Кіорл одружив свою доньку з королем Нортумбрії Едвіном може слугувати свідченням ворожнечі між ним та Пендою, оскільки пізніше Пенда протистояв Едвіну та здобув перемогу над ним у союзі з королем Гвінеду Кадваллоном ап Кадваном. Ще одним опосередкованим доказом неприязних династичних взаємовідносин між Кіорлом та Пендою є, зокрема, страта останнім Едфріта — сина Едвіна та Квенбурги (доньки Кіорла), і, відповідно, внука Кіорла. Хоча мотиви Пенди, що спонукали його до страти Едфріта також викликають сумніви в істориків. Деякі з них розглядають вбивство нащадка Кіорла як наслідок тиску на Пенду з боку короля Нортумбрії Освальда, владі якого загрожував Едфріт. Ймовірно також, що Пенда вирішив позбавитися від Едфріта з метою зміцнення власних претензій на мерсійський престол.
Згідно Англосаксонської хроніки Пенда став королем 626-го в 50-річному віці та правив впродовж 30 літ. Хоча така тривалість правління викликає сумніви, оскільки та ж Хроніка зазначає, що Пенда помер у 655 році, а отже перебував на престолі роком менше. Крім того, видається сумнівним також вік Пенди, в якому він став королем Мерсії (50 років), оскільки це не зовсім узгоджується із віком його дітей. Якщо вірити Англосаксонській хроніці, то Пенда помер у 80 років, залишивши по собі сина Вульфхера, який, згідно Беде, зоставався юнаком і через три роки після смерті свого батька. Більшість істориків такий факт вважають малоймовірним. Окремі науковці припускають, що скоріш за все автори Англосаксонського часопису згадували 50-річний вік Пенди у зв'язку із його смертю, а не вступом на королівський трон.

Карта із приблизним територіальним розміщенням англосаксонських племен близько 600 року

Беда у своїй «Церковній історії народу англів» зазначає, що «Пенда був найбільш войовничим серед усіх правлячих мерсійців», і що, після перемоги над Едвіном в 633 році, він правив у Мерсії з перемінним успіхом впродовж 22 років. Відомий історик XX століття Френк Стентон проаналізувавши відомості, які наводить Беда Преподобний, дійшов висновку, що Пенда хоча і походив із королівського роду Мерсії, однак став королем тільки після поразки Едвіна. Разом з тим, «Історія бритів» відводить для правління Пенди лише 10 років, починаючи, можливо, з моменту битви при Месерфілді 642-го, хоча згідно загальноприйнятої хронології Пенда перебував на королівському троні значно більше. Беручи до уваги очевидні проблеми з періодизацією, що мають місце у випадку із Англосаксонським часописом та Історією бритів, твердження Беди щодо тривалості правління Пенди більшістю розглядаються як правдоподібні. Ніколас Брукс відмічає, що оскільки всі три згадки про період владарювання Пенди містяться в трьох різних джерелах, жодне з яких не є мерсійського походження (а насправді західносаксонського, нортумбрійського та валлійського), то вони мабуть зазначають ті дати, коли їхні народи відповідно вперше зіткнулися у боротьбі із Пендою.
Питання про те чи був вже Пенда королем наприкінці 620-х років є досить важливим у зв'язку з описаною в Британській хроніці битвою при Сіренчестері (628 рік) між Пендою та західними саксами на чолі з їх королями Кінеґільсом та Квігельмом. Якщо на час битви він ще не був королем, то скоріш за все, брав участь у конфлікті як самостійний полководець — як зазначив Стентон про нього: «безземельний дворянин з мерсійського королівського дому, що відстоював особисті інтереси». З іншого боку, Пенда міг бути також одним із багатьох правителів Мерсії того часу. У Англосаксонському часописі згадується, що після битви Пенда «дійшов згоди» із західними саксами. Ця угода, як дехто вважає, ознаменувала перемогу Пенди, закріпивши за ним Сайренсестер та землі уздовж пониззя річки Северн. Ця територія, що знаходилась на Південний Захід від Мерсії, очевидно була відвойована західними саксами у британських племен ще в 577 році, і в підсумку стала частиною васального королівства Гвікке. Беручи до уваги вплив Пенди в регіоні, а також його воєнні успіхи, дехто стверджує, що королівство Гвікке власне і було засноване Пендою; щоправда будь-які докази цього відсутні.

## Союз із Кадваллоном та битва при Хетфілд Чейз
На рубежі 620-х та 630-х років Кадваллон ап Кадван, британський (валлійський) король Гвінеду, вступив у війну проти Едвіна з Нортумбрії, найбільш могутнього короля в Британії тих часів. Попервах Кадваллона переслідували невдачі, однак хід боротьби змінився на його користь після залучення на свій бік Пенди. Разом вони завдали нищівної поразки нортумбрійцям при Хетфілд Чейз (валл. Meicen — Мейкен) в жовтні 633 року. Скоріш за все, на час битви Пенда ще не був королем Мерсії, а став ним невдовзі. Едвін загинув на полі бою, а один із його синів, Едфріт, потрапив в полон до Пенди.
Один із манускриптів Англосаксонського часопису повідомляє, що після перемоги при Хетфілд Чейз Кадваллон із Пендою вдалися до спустошення та грабунку по всій Нортумбрії. Не викликає сумнівів те, що Кадваллон продовжив війну, в той час як про подальшу участь у ній Пенди ми можемо лише здогадуватись. Беда говорить, що язичники, які вбили Едвіна — ймовірно, мова йде про мерсійців на чолі з Пендою, хоча так літописець міг глузливо назвати і британських християн — спалили церкву та міські квартали в Камподонумі (Нортумбрія). Щоправда Беда не зазначає, коли саме це сталося. Пенда міг вийти з боротьби протягом року після успіху при Хетфілд Чейз, оскільки не був присутнім в черговому протистоянні Кадваллона з нортумбрійцям під Хевенфілдом, де останній зазнав поразки і в кінцевому рахунку загинув. Беда також не згадує про Пенду і в описі облоги та переможної для Кадваллона битви проти Осріка, правителя невеличкого королівства Дейра (Південна Нортумбрія). Успіх Пенди при Хетфілд Чейз напевно посприяв зростанню його авторитету серед мерсійців, що дозволило йому зайняти престол. Можливо саме для закріплення своєї влади у Мерсії Пенда відмовився від подальшої участі у війні з правителями Нортумбрії. Згадуючи про успіхи Пенди проти західних саксів та нортумбрійців, історик Д. П. Кірбі зазначає, що саме в цей період Пенда «постав як лідер мерсійців, чиї воєнні звершення цілковито затьмарили славу його попередників».

## За часів правління Освальда
Освальд з Берніції став королем Нортумбрії після перемоги над Кадваллоном біля Хевенфілду. Статус Пенди та його діяльність під час правління Освальда залишаються слабо висвітленими, хоча істориками і висувається багато думок з цього приводу. Зокрема, існує припущення, що Пенда так чи інакше визнав владу Освальда після Хевенфілдської битви. Разом з тим, Пенда, скоріш за все, являв собою перешкоду для поширення влади Нортумбрії на південь від річки Гамбер. Дехто вважає, що могутність Пенди за часів Освальда могла бути гіперболізована постфактум у зв'язку з його подальшими успіхами. Кірбі зазначає, що хоча Освальд був таким же могутнім, як і Едвін, однак на відмінну від останнього, змушений був зіткнутися з більш стійким опором збоку Пенди в центральній та східній Англії.
У певний момент правління Освальда Пенда, «всупереч обітниці», вбив Едфріта, сина Едвіна. Вважається, що дане вбивство стало результатом певного тиску Освальда на Пенду, адже Едфріт був династичним ворогом короля Нортумбрії. Натомість, усунення Едфріта, скоріш за все, не було в інтересах самого Пенди, оскільки наявність династичної боротьби в Нортумбрії безумовно послаблювало її позиції у протистоянні з Мерсією. Хоча, не виключено, що Пенда убив Едфріта, керуючись власними мотивами. Так, наприклад, Пенда цілком слушно міг побоюватись помсти Едфріта за вбивство свого батька та брата у битві при Хетфілд Чейз. Також свою роль у вбивстві могла зіграти і боротьба за престол у Мерсії, оскільки Едфріт був внуком попередника Пенди — Кіорла.
У період владарювання Освальда Пенда також здобув перемогу над східними англами, вбивши правлячого короля Егріка та колишнього короля Сігеберта, якого проти його ж волі доставили на поле бою з монастиря аби він своєю присутністю надихав воїнів. Знову ж таки невідомо коли саме сталася ця битва: можливо це був 635 рік, а можливо події розгорталися не раніше 640 чи навіть 641 року. Якщо припустити, що битва зі східними англами сталася перед Месерфілдом, то такого роду прояв амбіцій Пенди та зростаючої могутності могли спонукати Освальда до думки про необхідність його усунення задля зміцнення домінування Нортумбрії в Південній Англії.
Згідно «Історії бритів» та «Анналів Камбрії» Еова, брат Пенди, був правителем мерсійців на час битви при Месерфілді. В зв'язку з цим історики дискутують з приводу того, у яких відносинах перебували брати між собою. Ймовірно, що Еова був суб-королем Мерсії, а можливо і рівноправним співправителем разом із Пендою у 630-640-х роках. Співправління не було рідкістю серед англосаксів у той період. Еова та Пенда могли, наприклад, правити на півночі та півдні Мерсії відповідно. Здійснення влади Пендою саме на півдні підтверджується, зокрема, тим, що він неодноразово намагався втрутитися у справи Гвікке (королівство, що якраз знаходилось на південь від Мерсії), а також і тим фактом, що після смерті Пенди його син Педа отримав владу над південними мерсійцями, тоді як північна частина королівства потрапила під прямий контроль Нортумбрії.
Своє бачення взаємовідносин між Пендою та Еовою запропонував Ніколас Брукс. На його думку Пенда в певний час після битви при Хевенфілді втратив владу в Мерсії, тоді як його місце зайняв Еова, що був маріонеткою Освальда. При цьому Брукс, аналізуючи тексти Беди Преподобного, дійшов висновку, що військова та політична кар'єри Пенди не завжди розвивались по висхідній лінії: успіхи чергувались з невдачами. Тому можливо, що за часів панування в Нортумбрії Освальда авторитет та вплив Пенди міг підупасти. Таким чином, влада Пенди у Мерсії не була абсолютною та беззаперечною в період між битвами при Хетфілд Чейз та Месерфілді.

## Месерфілд
5 вересня 642 року Пенда здобув перемогу над нортумбрійцями у битві при Месерфілді, неподалік від валлійських земель. Освальд, король Нортумбрії, загинув на полі бою. Валлійська поезія передає, що Пенда виступив проти Освальда в союзі з людьми із Повісу. Очевидно, що він об'єднався із окремими валлійськими вождями, включаючи Кіндділана ап Кіндруїна, який, як свідчить літопис, «з великим заповзяттям відгукнувся на прохання Пенди» дати відсіч Нортумбрії. Якщо прийняти як істинне місце проведення битви — Освестрі, містечко в графстві Шропшир поблизу сучасного кордону між Англією та Уельсом, — то можна зробити висновок, що саме Освальд ініціював битву. Вважається, що він діяв проти «загрози, яку створював для його домінування в Мерсії союз між Пендою та Повісом.» Цікаве трактування подій міститься в «Житті Святого Освальда», праці бенедиктинського монаха Реджинальда з Дарема. Згідно нього перед битвою Пенда втік до Уельсу, а Освальд, почуваючи себе в безпеці, відвів своє військо. Така версія раніше розглядалась як «правдоподібна», однак не дістала підтвердження в жодному з інших доступних джерел, тому, скоріш за все, є простим вимислом самого ж Реджинальда.
За словами Беди, Пенда розчленував тіло Освальда та настромив його голову і руки на палі (можливо такий вчинок мав певний релігійний язичницький підтекст, наприклад, символізував собою жертвоприношення). Пізніше Освальда почали вшановувати як святого та мученика, що будучи християнським королем, поліг в бою проти язичників.
Разом з Освальдом загинув Еова, щоправда, незрозуміло на чиїй стороні він брав участь у битві. Цілком ймовірно, що він міг бути союзником Освальда проти Пенди. Якщо Еова насправді домінував серед мерсійців напередодні Месерфілду, то його смерть позначила початок десятирічного правління Пенди в Мерсії, про яке йдеться в «Історії бритів». Отже, внаслідок перемоги Пенда усунув не лише нортумбрійців, але також ворогів із Мерсії, які стояли на шляху до зміцнення його влади.
«Історія бритів» сповіщає, що Пенді вдалося визволити мерсійців з-під влади Нортумбрії. Можливо літопис тут мав на увазі саме битву при Месерфілді. Тоді, скоріш за все, Мерсія входила до складу певної «конфедерації» на чолі із Нортумбрією, допоки Пенда не покінчив з нею. Однак деякі історики зауважують, що такий розрив відносин між королівствами не був першим, адже попередній король мерсійців Кіорл одружив свою доньку з Едвіном, коли той був у вигнанні і змагався за нортумбрійський трон із королем Етельфрітом. Навряд чи Кіорл відважився би на такий крок, коли б він був у васальній залежності від Етельфріта. Таким чином, підлеглий статус Мерсії у відношенні Нортумбрії міг виникнути вже після згаданого шлюбу та тривав аж до битви при Месерфілді.
Перемога у битві надала Пенді безпрецедентну для мерсійських королів повноту влади та авторитет. Кірбі зазначає, що: «відтепер Пенда, безумовно, став найбільш могутнім правителем Мерсії, який будь-коли з'являвся на теренах Мідлендсу». Крім того, не менш важливим для Пенди був також престиж і статус переможця «всесильного» Освальда. Нортумбрія надто ослабла після Месерфілду, а її землі були поділені між дрібними королівствами Дейри та Берніції, де відповідно правили Освін та Освіу (брат загиблого Освальда). Таким чином, позиції Мерсії значно зміцнилися в порівнянні із сусідніми королівствами. Стентон писав, що битва при Месерфілді перетворила Пенду на найбільш грізного короля в Англії; незважаючи на відсутність доказів щодо намагання Пенди здобути владу над всіма землями південної Англії, ніхто із тамтешніх королів не зміг зрівнятися з ним.

## Між Месерфілдом та Вінведом
Фіаско під Месерфілдом безперечно послабило вплив Нортумбрії над Вессексом і новий король західних саксів, язичник Кенвал, одружився із сестрою Пенди. Можна припустити, що тепер він потрапив в «орбіту інтересів» Мерсії. Одначе, коли Кенвал зрікся своєї дружини заради нового шлюбу, Пенда негайно усунув його з престолу і в період з 645 по 648 роки Кенвал знаходився у вигнанні в Східній Англії. Лише по тому йому вдалося відновити свою владу у Вессексі. Невідомо, хто правив західними саксами протягом його вигнання. На думку Кірбі, логічно припустити, що хто б не був у цей час на вессекському троні, він у будь-якому разі був у васальній залежності від Пенди. Кірбі також вважає (всупереч Беді та Англосаксонській хроніці), що Кенвал зумів повернутися до Вессексу лише після смерті Пенди.